# Hatertsebrug
De Hatertsebrug is een brug in Nijmegen over het Maas-Waalkanaal.
De Hatertsebrug verbindt de Nijmeegse wijk Hatert met de wijk Dukenburg. De Hatertseweg die eroverheen loopt is een van de grotere uitvalswegen van Nijmegen en verbindt het centrum met de A73. Door de bouw van de brug in de jaren 60 verdwenen in de wijk Hatert twee dorpskroegjes en de kerk, waarmee de dorpskern verdween.
Begin 2008 is de Hatertsebrug met 28 cm verhoogd zodat schepen met vier lagen containers ook onder de brug door kunnen.